# Aan het strand
Aan het strand is een klein olieverfschilderij van de Nederlandse kunstschilder Willem de Zwart, geschilderd in 1886. Het toont een vrouw met parasol in silhouet op het Scheveningse strand, geschilderd in een door het impressionisme beïnvloede stijl. Het paneel werd in 2011 verworven door het Dordrechts Museum met steun van de Vereniging Rembrandt en het Prins Bernhard Cultuurfonds.

## Context
De Zwart werd opgeleid door Jacob Maris in de typisch Hollandse stijl van de Haagse School en gold al snel als veelbelovend. Nadat hij in 1885 in Drenthe een tijdje met de meer impressionistisch werkende George Hendrik Breitner had geschilderd, veranderde hij echter zijn stijl. Hij koos voor een lossere penseelhantering, een dikke verfopbreng en heldere kleuren, waarmee hij aansloot bij het werk van de Amsterdamse impressionisten. Het hier besproken Aan het strand is een van de eerste voorbeelden waarin deze omslag zichtbaar werd en waarin hij een Hollands thema combineert met iets mondains. Het verleent het kleine werk een internationaal cachet dat het werk van zijn Haagse School-collega's in bepaalde zin ontstijgt.

## Afbeelding

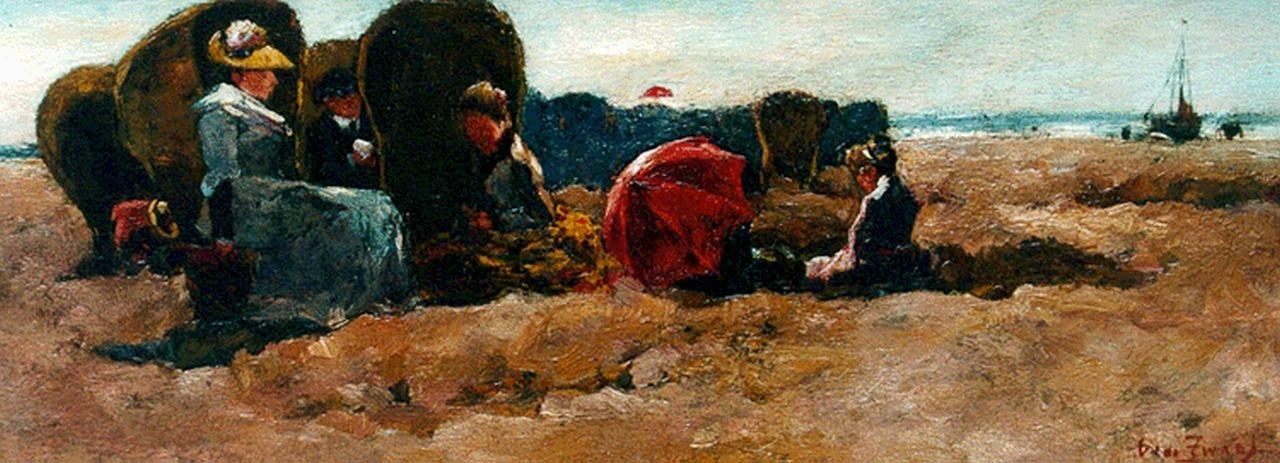
Aan het strand, 14 x 36 cm, zelfde periode, eveneens aan het Scheveningse strand.

Aan het strand werd geschilderd aan het Scheveningse strand. Het is een voor zijn tijd gedurfd en modern schilderij, zeker binnen de Nederlandse kunstwereld. De abrupte afsnijding van de donkere bomschuit links was compositorisch ongewoon, evenals de radicale positionering van de volledig zwarte vrouw met parasol tegen het lichte zand en de heldere lucht. Het zorgt voor een sterk contrast en een puntige uitstraling. Daarenboven wordt de vrouw, met het kleurig geklede kind aan de hand, niet frontaal maar van achteren weergegeven, net als de paarden in de branding, vanuit een ietwat laag perspectief, alsof De Zwart op de voorgrond schilderend op een stoeltje heeft gezeten. Het geeft het werkje een spontaan karakter en een idee van een toevallig, voorbijgaand alledaags moment. Tegelijkertijd heeft het iets melancholieks, geaccentueerd door het in de romantiek gewortelde "rückenansicht".